# اوتبریج
اوتبریج (به انگلیسی: Oughtibridge) یک روستا در بریتانیا است که در یورک‌شر و هامبر واقع شده‌است. اوتبریج ۳٬۵۸۴ نفر جمعیت دارد.